# 하우스도르프 공간
일반위상수학에서, 하우스도르프 공간(영어: Hausdorff space) 또는 T2 공간(T2空間, 영어: T2-space) 또는 분리 공간(分離空間, 영어: separated space)은 서로 다른 점들을 각각 서로소 근방들로 둘러쌀 수 있는 위상 공간이다.

## 정의

하우스도르프 공간의 정의. 서로 다른 두 점 를 서로소 열린 근방 로 구분할 수 있다.

위상 공간 {\displaystyle X}에 대하여, 다음 조건들이 서로 동치이며, 이를 만족시키는 공간을 하우스도르프 공간이라고 한다.
- 임의의 {\displaystyle x,y\in X}에 대하여, 만약 {\displaystyle x\neq y}라면 {\displaystyle x\in U}, {\displaystyle y\in V}인 서로소 열린 근방 {\displaystyle U,V\subseteq X}가 존재한다.[1]:98
- 임의의 두 콤팩트 집합 {\displaystyle C,D\subseteq X}에 대하여, 만약 {\displaystyle C}와 {\displaystyle D}가 서로소라면, {\displaystyle C\subseteq U}, {\displaystyle D\subseteq V}인 서로소 열린 근방 {\displaystyle U,V\subseteq X}가 존재한다.[2]:124
- 그물의 극한은 (만약 존재한다면) 유일하다. 즉, 임의의 그물 {\displaystyle x_{\alpha }} 및 점 {\displaystyle y_{1},y_{2}\in X}에 대하여, 만약 {\displaystyle x_{\alpha }\to y_{1}}이며  {\displaystyle x_{\alpha }\to y_{2}}라면 {\displaystyle y_{1}=y_{2}}이다.[2]:86–87
- 필터의 극한은 (만약 존재한다면) 유일하다. 즉, 임의의 필터 {\displaystyle {\mathcal {F}}} 및 점 {\displaystyle y_{1},y_{2}\in X}에 대하여, 만약 {\displaystyle {\mathcal {F}}\neq {\mathcal {P}}(X)}이며, {\displaystyle {\mathcal {F}}\to y_{1}}이며, {\displaystyle {\mathcal {F}}\to y_{2}}라면 {\displaystyle y_{1}=y_{2}}이다.[2]:86–87
- 임의의 {\displaystyle x\in X}에 대하여, {\displaystyle x}의 모든 닫힌 근방들의 교집합은 {\displaystyle \{x\}}이다.
- 곱공간 {\displaystyle X\times X}의 대각 부분 집합 {\displaystyle \Delta (X)=\{(x,x)\colon x\in X\}\subseteq X\times X}은 닫힌집합이다.
- 임의의 집합 {\displaystyle I}에 대하여, 곱공간 {\displaystyle X^{I}}의 대각 부분 집합은 닫힌집합이다.

증명 (서로 다른 정의의 동치):
각 {\displaystyle x\in X}에 대하여, {\displaystyle {\mathcal {N}}_{x}}가 {\displaystyle x}의 근방 필터라고 하자.
두 점의 근방 분리 ⇒ 수렴 진필터의 극한의 유일성: 진필터 {\displaystyle {\mathcal {F}}}가 서로 다른 두 점 {\displaystyle y_{1}\neq y_{2}}로 수렴한다고 가정하자. 그렇다면, 임의의 열린 근방 {\displaystyle U_{1}\ni y_{1}}, {\displaystyle U_{2}\ni y_{2}}에 대하여, {\displaystyle U_{1},U_{2}\in {\mathcal {F}}}이므로 {\displaystyle U_{1}\cap U_{2}\in {\mathcal {F}}}이며, {\displaystyle \varnothing \not \in {\mathcal {F}}}이므로 {\displaystyle U_{1}\cap U_{2}\neq \varnothing }이다. 즉, 서로소 열린 근방으로 분리될 수 없는 서로 다른 두 점이 존재한다.
수렴 진필터의 극한의 유일성 ⇒ 두 점의 근방 분리: 서로소 열린 근방을 갖지 않는 서로 다른 두 점 {\displaystyle y_{1}\neq y_{2}}가 존재한다고 가정하자. 그렇다면
{\displaystyle {\mathcal {F}}=\{U_{1}\cap U_{2}\colon U_{1}\in {\mathcal {N}}_{y_{1}},\;U_{2}\in {\mathcal {N}}_{y_{2}}\}}
가 {\displaystyle X} 위의 필터임을 보일 수 있다. 또한, 가정에 따라 {\displaystyle \varnothing \not \in {\mathcal {F}}}이므로 {\displaystyle {\mathcal {F}}}는 진필터이며, {\displaystyle X\in {\mathcal {N}}_{y_{1}},{\mathcal {N}}_{y_{2}}}이므로 {\displaystyle {\mathcal {N}}_{y_{1}},{\mathcal {N}}_{y_{2}}\subseteq {\mathcal {F}}}이다. 즉, {\displaystyle {\mathcal {F}}}는 서로 다른 두 점 {\displaystyle y_{1}\neq y_{2}}로 수렴한다.
위상 공간 {\displaystyle X}가 다음 조건을 만족시킨다면, {\displaystyle X}를 US 공간(영어: US space)이라고 한다.:262
- {\displaystyle X} 속의 모든 점렬은 (만약 수렴한다면) 유일한 극한을 갖는다.

즉, 이 개념은 그물 또는 필터를 통한 정의에서 이를 점렬로 대체한 것이다.
위상 공간 {\displaystyle X}가 다음 조건을 만족시킨다면, {\displaystyle X}를 KC 공간(영어: KC space)이라고 한다.:262
- {\displaystyle X}의 모든 콤팩트 부분 공간은 닫힌집합이다.

위상 공간 {\displaystyle X}가 다음 조건을 만족시킨다면, {\displaystyle X}를 약한 하우스도르프 공간(영어: weakly Hausdorff space)이라고 한다.
- 하우스도르프 콤팩트 공간의 연속적 상은 항상 닫힌집합이다. 즉, 임의의 하우스도르프 콤팩트 공간 {\displaystyle K} 및 연속 함수 {\displaystyle f\colon K\to X}에 대하여, {\displaystyle f}의 상 {\displaystyle f(K)\subseteq X}는 {\displaystyle X}의 닫힌집합이다.

## 성질

### 포함 관계
다음과 같은 포함 관계가 성립한다.
우리손 공간(T2½) ⊊ 하우스도르프 공간(T2) ⊊:262, Theorem 3.1 US 공간 ⊊:262, Theorem 3.1 KC 공간 ⊊ 약한 하우스도르프 공간 ⊊ T1 공간
하우스도르프 공간(T2) ⊊ T1 공간 ∩ 차분한 공간
제1 가산 공간에 대하여, 다음 조건들이 서로 동치이다.
- US 공간이다.
- KC 공간이다.
- 하우스도르프 공간이다.

### 연산에 대한 닫힘
하우스도르프 공간들의 집합의 곱공간은 하우스도르프 공간이다. 하우스도르프 공간의 부분 공간은 하우스도르프 공간이다. 그러나 하우스도르프 공간의 몫공간은 하우스도르프 공간이 아닐 수 있다.
약한 하우스도르프 공간들의 집합의 곱공간은 약한 하우스도르프 공간이다. 약한 하우스도르프 공간의 부분 공간은 약한 하우스도르프 공간이다. 그러나 약한 하우스도르프 공간의 몫공간은 약한 하우스도르프 공간이 아닐 수 있다.

### 약한 하우스도르프 공간
{\displaystyle X}를 약한 하우스도르프 공간이라고 하자. 콤팩트 하우스도르프 공간 {\displaystyle K}와 임의의 연속 함수 {\displaystyle f\colon K\to X}에 대하여, {\displaystyle f}의 상 {\displaystyle f(K)\subseteq X}는 콤팩트 하우스도르프 공간이다. 따라서, 부분공간 {\displaystyle A\subseteq X}가 k-닫힌집합일 필요충분조건은 임의의 콤팩트 하우스도르프 부분공간 {\displaystyle C\subseteq X}에 대하여 {\displaystyle A\cap C}가 닫힌집합인 것이다.

### 전사 사상
하우스도르프 공간를 대상으로 하고 연속 함수를 사상으로 삼은 범주 {\displaystyle \operatorname {Haus} }에서, 전사 사상은 상이 조밀 집합인 연속 함수이다.
증명:
{\displaystyle \operatorname {Haus} }에서, 조밀 집합을 상으로 하는 연속 함수는 자명하게 전사 사상이다. (조밀 집합#조밀 집합은 연속 함수를 결정한다 참고.) 반대로,
{\displaystyle f\colon X\to Y}
가 하우스도르프 공간 사이의 전사 사상이라고 가정하고, 상의 폐포
{\displaystyle Y_{0}=\operatorname {cl} f(X)}
가 {\displaystyle Y}임을 증명하자.
{\displaystyle Z=Y\cup _{i}Y}
가 포함 함수 {\displaystyle i\colon Y_{0}\to Y}에 대한 붙임 공간이라고 하고,
{\displaystyle g,h\colon Y\to Z}
가 두 개의 자연스러운 연속 함수라고 하자. (즉, {\displaystyle g,h}는 각각 두 개의 매장 {\displaystyle Y\to Y\sqcup Y}와 몫사상 {\displaystyle Y\sqcup Y\to Z}의 합성이다.) 붙임 공간의 정의에 따라 {\displaystyle g\circ f=h\circ f}임을 알 수 있다. 만약 {\displaystyle Z}가 하우스도르프 공간이라면, 전사 사상의 정의에 따라 {\displaystyle g=h}이며, 결국 {\displaystyle Y_{0}=Y}이게 된다. 이제 {\displaystyle Z}가 하우스도르프 공간임을 증명하는 일만 남았다. 붙임 공간의 정의에 따라, 다음 두 명제가 성립한다.
- {\displaystyle U\subseteq Z}가 열린집합일 필요충분조건은 {\displaystyle g^{-1}(U),h^{-1}(U)\subseteq Y}가 둘 다 열린집합인 것이다.
- {\displaystyle Z=g(Y)\cup h(Y)=g(Y\setminus Y_{0})\sqcup h(Y)=g(Y)\sqcup h(Y\setminus Y_{0})}

(사실, 붙임 공간의 성질과 대칭성에 따라, {\displaystyle g,h}는 닫힌 위상수학적 매장이며, {\displaystyle g\upharpoonright Y\setminus Y_{0}}과 {\displaystyle h\upharpoonright Y\setminus Y_{0}}은 열린 위상수학적 매장이다.) 따라서, 임의의 서로 다른 두 점 {\displaystyle \xi ,\eta \in Z}가 서로소 열린 근방을 가짐은 다음 세 가지 경우로 나눠 증명할 수 있다.
- {\displaystyle \xi ,\eta \in g(Y)}
  - 이 경우, {\displaystyle \xi =g(x)}, {\displaystyle \eta =g(y)}인 서로 다른 두 점 {\displaystyle x,y\in Y}이 존재한다. {\displaystyle Y}의 하우스도르프 조건에 따라, {\displaystyle U,V}가 {\displaystyle x,y}의 서로소 열린 근방이라고 하자. 그렇다면, {\displaystyle g(x),g(y)}는 다음과 같은 서로소 열린 근방 {\displaystyle {\tilde {U}},{\tilde {V}}}를 갖는다.
{\displaystyle {\tilde {U}}={\begin{cases}g(U\setminus Y_{0})&x\in Y\setminus Y_{0}\\g(U)\cup h(U)&x\in Y_{0}\end{cases}}}
{\displaystyle {\tilde {V}}={\begin{cases}h(V\setminus Y_{0})&y\in Y\setminus Y_{0}\\g(V)\cup h(V)&y\in Y_{0}\end{cases}}}
- {\displaystyle \xi ,\eta \in h(Y)}
  - 이 증명은 위와 유사하다.
- {\displaystyle \xi \in g(Y)\setminus h(Y)=g(Y\setminus Y_{0})}, {\displaystyle \eta \in h(Y)\setminus g(Y)=h(Y\setminus Y_{0})}
  - 이 경우, {\displaystyle g(Y\setminus Y_{0})}와 {\displaystyle h(Y\setminus Y_{0})}은 {\displaystyle \xi ,\eta }의 서로소 열린 근방이다.

### 정칙 단사 사상
하우스도르프 공간의 범주 {\displaystyle \operatorname {Haus} }에서, 정칙 단사 사상은 닫힌 매장이다.
증명:
임의의 하우스도르프 공간 사이의 연속 함수 {\displaystyle f,g\colon X\to Y}에 대하여, 포함
{\displaystyle \{x\in X\colon f(x)=g(x)\}\hookrightarrow X}
은 {\displaystyle f}, {\displaystyle g}의 동등자를 이룬다. 또한, {\displaystyle Y}의 하우스도르프성에 따라 이는 {\displaystyle X}의 닫힌집합을 이룬다. 모든 동등자는 서로 동형이므로, 모든 정칙 단사 사상은 닫힌 매장이다.
반대로, 하우스도르프 공간 사이의 닫힌 매장 {\displaystyle e\colon X\to Y}이 주어졌다고 하자. 붙임 공간
{\displaystyle Y\cup _{e}Y}
및 자연스러운 두 연속 함수
{\displaystyle f,g\colon Y\to Y\cup _{e}Y}
를 생각하자. 붙임 공간이 하우스도르프 공간임을 #전사 사상에서의 증명과 유사하게 보일 수 있다. 그렇다면, {\displaystyle e}는 {\displaystyle f}, {\displaystyle g}의 동등자를 이룬다. 따라서, {\displaystyle e}는 정칙 단사 사상이다.

## 예

### 우리손 공간이 아닌 하우스도르프 공간
양의 정수의 집합 {\displaystyle \mathbb {Z} ^{+}}에, 다음과 같은 기저를 주자.
{\displaystyle \left\{(a+\mathbb {Z} b)\cap \mathbb {Z} ^{+}\colon \gcd(a,b)=1\right\}}
이는 양의 정수의 서로소 위상(영어: relatively prime topology)이라고 한다. 이는 하우스도르프 공간이지만 우리손 공간이 아니다.

### 하우스도르프 공간이 아닌, 모든 수렴 점렬이 유일한 극한을 갖는 공간
하우스도르프 공간은 모든 그물 또는 필터가 유일한 극한을 갖는 공간이다. 만약 그물/필터를 점렬로 약화시킨다면, 모든 점렬이 유일한 극한을 갖지만 하우스도르프 공간이 아닌 공간이 존재한다.

### 하우스도르프 공간이 아닌 차분한 T1공간
실수선 {\displaystyle \mathbb {R} }에 새로운 점 {\displaystyle \bullet }을 추가하고, 여기에 다음과 같은 위상을 주자.
- {\displaystyle \mathbb {R} }의 위상에서 열린집합 {\displaystyle U}는 {\displaystyle \mathbb {R} \sqcup \{\bullet \}}에서도 열린집합이다.
- {\displaystyle S\subset \mathbb {R} }가 유한 집합이라면, {\displaystyle (\mathbb {R} \setminus S)\sqcup \{\bullet \}}은 열린집합이다.

그렇다면 {\displaystyle \mathbb {R} \sqcup \{\bullet \}}은 T1 공간이며 차분한 공간이지만 하우스도르프 공간이 아니다.

### 하우스도르프 공간이 아닌 KC 공간
비가산 집합에, 모든 가산 집합을 닫힌집합으로 하는 위상을 주자. 그렇다면, 이는 KC 공간이지만 (콤팩트 집합은 유한 집합과 같다) 하우스도르프 공간이 아니며 차분한 공간도 아니다.

## 역사
하우스도르프 조건은 펠릭스 하우스도르프가 1914년에 위상 공간의 개념을 최초로 정의할 때 포함했던 조건이다. 구체적으로, 하우스도르프의 정의는 다음과 같다:213, §VII.1.

근방 공리계:
🄐 각 점 {\displaystyle x}는 적어도 하나 이상의 근방 {\displaystyle U_{x}}를 갖는다. 임의의 근방 {\displaystyle U_{x}}는 점 {\displaystyle x}를 포함한다.

🄑 {\displaystyle U_{x}}, {\displaystyle V_{x}}가 같은 점 {\displaystyle x}의 근방일 때, 둘의 공통적 부분 집합인 근방 {\displaystyle W_{x}}가 존재한다 ({\displaystyle W_{x}\subseteq U_{x}\cap V_{x}}).

🄒 {\displaystyle U_{x}} 속의 임의의 점 {\displaystyle y}에 대하여, {\displaystyle U_{x}}의 부분 집합인 근방 {\displaystyle U_{y}}가 존재한다 ({\displaystyle U_{y}\subseteq U_{x}}).

🄓 서로 다른 두 점 {\displaystyle x}, {\displaystyle y}에 대하여, 점을 공유하지 않는 두 근방 {\displaystyle U_{x}}, {\displaystyle U_{y}}가 존재한다 ({\displaystyle U_{x}\cap U_{y}=\varnothing }).

Umgebungsaxiome:
🄐 Jedem Punkt {\displaystyle x} entspricht mindestens eine Umgebung {\displaystyle U_{x}}; jede Umgebung {\displaystyle U_{x}} enthält den Punkt {\displaystyle x}.

🄑 Sind {\displaystyle U_{x}}, {\displaystyle V_{x}} zwei Umgebungen desselben Punktes {\displaystyle x}, so gibt es eine Umgebung {\displaystyle W_{x}}, die Teilmenge von beiden ist ({\displaystyle W_{x}\subseteqq {\mathfrak {D}}(U_{x},V_{x})}).

🄒 Liegt der Punkt {\displaystyle y} in {\displaystyle U_{x}}, so gibt es eine Umgebung {\displaystyle U_{y}}, die Teilmenge von {\displaystyle U_{x}} ist ({\displaystyle U_{y}\subseteqq U_{x}}).

🄓 Für zwei verschiedene Punkte {\displaystyle x}, {\displaystyle y} gibt es zwei Umgebungen {\displaystyle U_{x}}, {\displaystyle U_{y}} ohne gemeinsamen Punkt ({\displaystyle {\mathfrak {D}}(U_{x},U_{y})=0}).

여기서 마지막 조건 🄓가 하우스도르프 조건이다. 이후 위상 공간의 정의는 이 조건을 포함하지 않게 되었고, 하우스도르프의 원래 정의를 추가로 만족시키는 공간은 "하우스도르프 공간"으로 불리게 되었다.
약한 하우스도르프 공간의 개념은 1969년에 마이클 캠벨 매코드(영어: Michael Campbell McCord)가 호모토피 이론에서의 편의를 위하여 도입하였다.

## 참고 문헌
1. ↑  Munkres, James R. (2000). 《Topology》 (영어) 2판. Prentice Hall. ISBN 978-0-13-181629-9. MR 0464128. Zbl 0951.54001.
2. 1 2 3  Willard, Stephen (2004). 《General Topology》. Dover Publications. ISBN 0-486-43479-6.
3. 1 2 3 4 5  Wilansky, Albert (1967년 3월). “Between T1 and T2”. 《The American Mathematical Monthly》 (영어) 74 (3): 261–266. doi:10.2307/2316017. JSTOR 2316017.
4. ↑  “What are the epimorphisms in the category of Hausdorff spaces?”. 《Stack Exchange》 (영어).
5. ↑  Steen, Lynn Arthur; J. Arthur Seebach, Jr. (1978). 《Counterexamples in topology》 (영어) 2판. Springer. doi:10.1007/978-1-4612-6290-9. ISBN 978-0-387-90312-5. MR 507446. Zbl 0386.54001.
6. ↑  van Douwen, Eric K. (1993). “An anti-Hausdorff Fréchet space in which convergent sequences have unique limits”. 《Topology and its Applications》 (영어) 51 (2): 147–158. doi:10.1016/0166-8641(93)90147-6.
7. ↑  Hausdorff, Felix (1914). 《Grundzüge der Mengenlehre mit 53 Figuren im Text》 (독일어). 라이프치히: Verlag von Veit & Comp. JFM 45.0123.01. Zbl 1175.01034.
8. ↑  McCord, Michael C. (1969). “Classifying spaces and infinite symmetric products”. 《Transactions of the American Mathematical Society》 (영어) 146: 273–298. doi:10.2307/1995173. MR 0251719.